# Frithiofowa saga

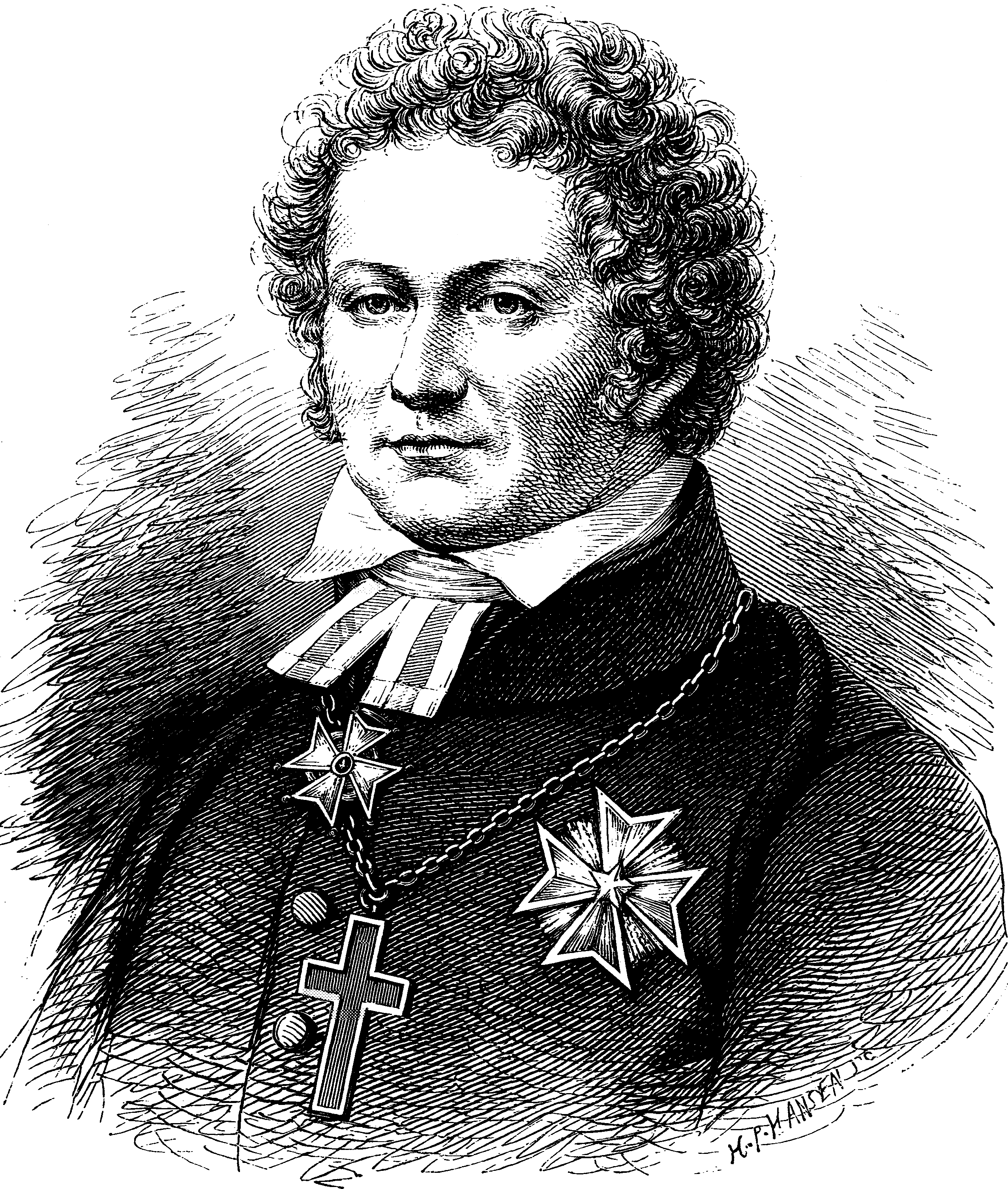
Esaias Tegnér, duchowny i literat

Podpis Esaiasa Tegnéra

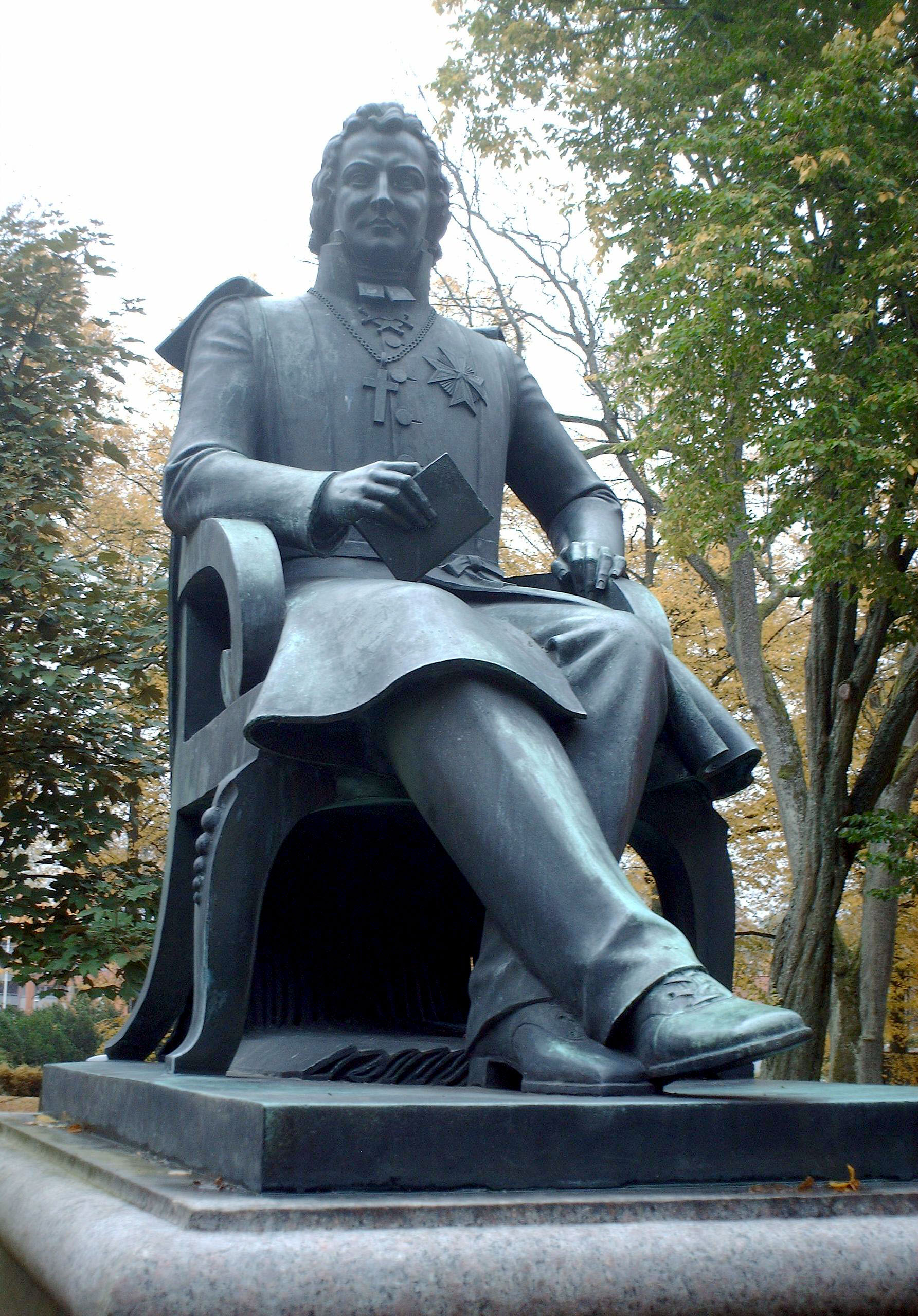
Pomnik Esaiasa Tegnéra w Växjö

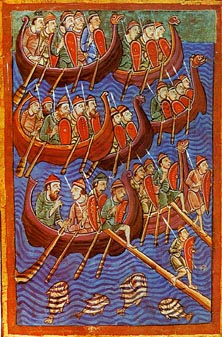
Romantycy szukali inspiracji w dawnych dziejach poszczególnych narodów. Poeci skandynawscy odwoływali się do dziedzictwa wikingów i literatury islandzkiej

Frithiofowa saga – poemat epicki szwedzkiego biskupa i poety Esaiasa Tegnéra, opublikowany w 1825. Utwór jest romantyczną adaptacją staroislandzkiej sagi. Składa się z dwudziestu czterech pieśni.

## Forma
Epos składa się z pieśni pisanych przy użyciu różnych miar wierszowych i różnych typów strof. Poeta wykorzystał między innymi heksametr, dystych, strofę czterowersową i oktawę, czyli strofę ośmiowersową rymowaną abababcc. Z tego względu utwór Tegnéra stanowi syntezę tradycji północnej, islandzkiej, i południowej, greckiej i romańskiej.
"Hur skönt ler solen, huru vänligt hoppar

dess milda stråle ifrån gren till gren!

Allfaders blick, i aftondaggens droppar

som i hans världshav lika klar och ren!

Hur röda färgar hon ej bergens toppar!

O! det är blod på Balders offersten!

I natt är snart det hela land begravet,

snart sjunker hon, en gyllne sköld, i havet.

## Przekłady
Epos Tegnéra wzbudził duże zainteresowanie także poza granicami Szwecji. Był tłumaczony między innymi na język angielski. Jako pierwszy Frithiofową sagę przełożył na język polski Roman Zmorski.
Wreszcie, jak pragnęli sami, 

w grobach złożem, spoczęli

Bele król i Torsten stary.

Po obu brzegach zatoki 

Wznoszą się krągłe mogiły

rozdzielonych śmiercią druhów. 

Helge i Halfdan objęli, 

za zgodą ludu, dziedzictwo 

Społem nad państwem ojcowskiem; 

Frithjof zaś, jako jedynak. 

Nie dzieląc z nikim, sam objął 

dwór rodzicielski we Framnos. 

Na trzy mil długą dziedzinę 

ze trojga stron graniczyły 

Doliny i góry strome,

z czwartej oblewało morze. 
W 1957 Frithiofowa saga została wydana w serii Biblioteka Narodowa w przekładzie Stanisława Wałęgi.
Zobacz też: Nordens Guder